# Morón de la Frontera

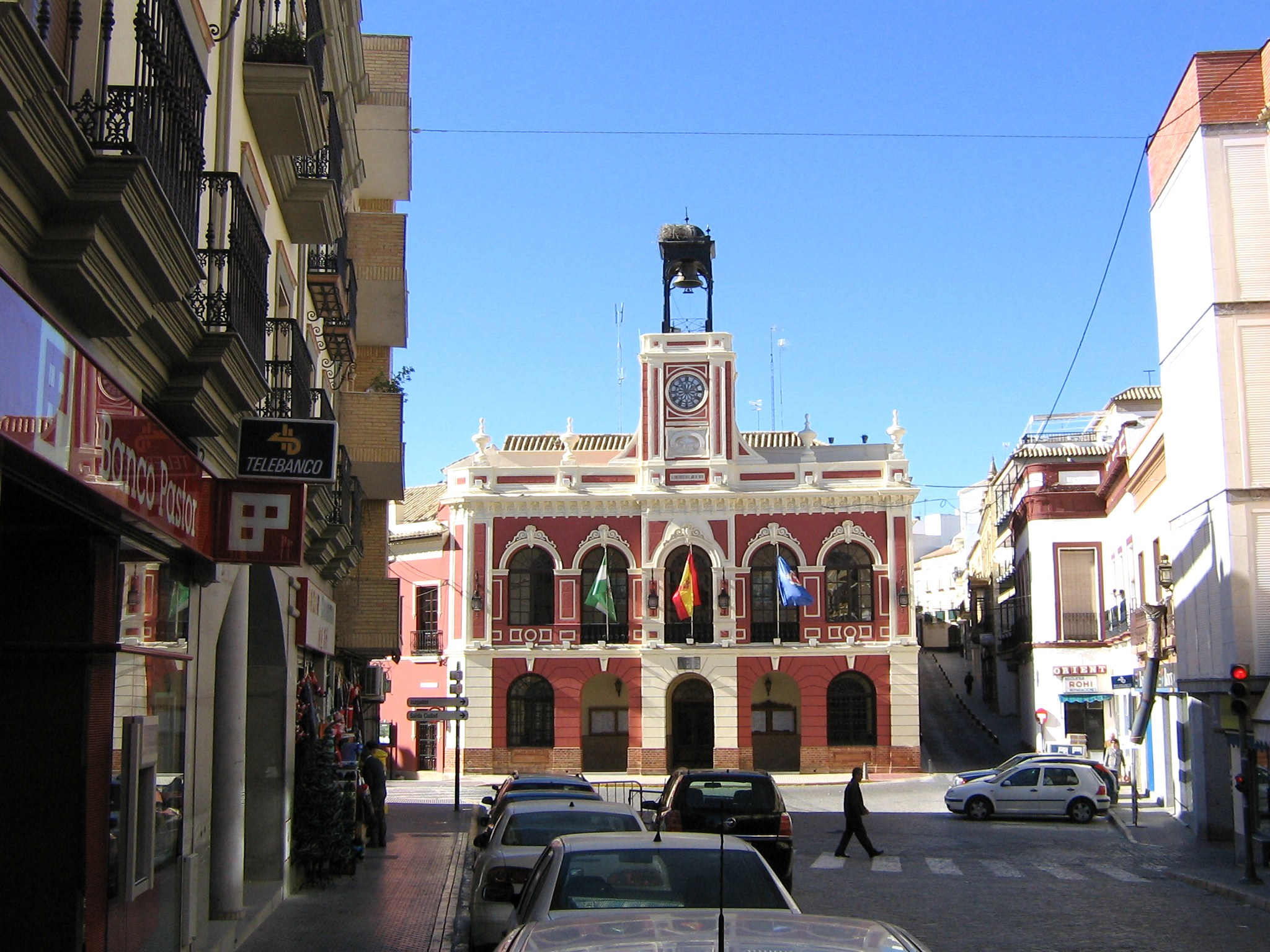
Rathaus von Morón

Morón de la Frontera ist eine spanische Stadt und Gemeinde in der Provinz Sevilla.

## Stadtgeschichte

### Antike
Zwischen dem Ende der Frühgeschichte und der Romanisierung der iberischen Halbinsel gründeten verschiedene vorromanische Völker dort erste Siedlungen. Auch Kelten, Iberer, Tartesser und Phönizier waren hier präsent, wie aus Geldfunden aus der Zeit um 1700 v. Chr. zu entnehmen ist. Darüber hinaus bestätigen dies Funde von Sarkophagen und Architeturresten. Aus dem zunächst keltischen Dorf wuchs Morón während einer Stadtkernerweiterung zu einer phönizischen Ansiedlung an. Die Stadt fand als Arunci Erwähnung bei dem römischen Historiker Plinius, allerdings glaubten einige zeitgenössische Historiker, Isipo sei gemeint. Ab 218 v. Chr. begann die Landnahme der Römer in Ampurien und im Zuge dessen erfolgte auch die Eroberung Moróns für einige Jahre um 206 v. Chr., einschließlich der Provinz „jenseitiges Hispanien“. Die Ansiedlung der Romanen in der bereits existierenden Großstadt gewann zu der Zeit an Bedeutung und Morón wuchs bis auf die heutige Größe des Zentrums an. Darüber hinaus bildeten sich auch die ersten landwirtschaftlichen Betriebe und römischen Villen aus und auf dem Land wurde der Großgrundbesitz installiert. Als im 3. Jahrhundert n. Chr. die Eroberungen des Römischen Reiches endeten, fiel die Region zunächst in eine schwere Krise. Mit dem Zweck der Darstellung einer effektiveren Verteidigung gegen die Barbarenvölker Nordeuropas teilte Kaiser Theodosius I. 395 das Land unter seinen Söhnen auf (Okzident und Orient). Dieser Zustand bleibt dann bis 476 erhalten, als schließlich der Okzident fiel und unter verschiedenen Barbarenvölkern aufgeteilt wurde.

### Mittelalter

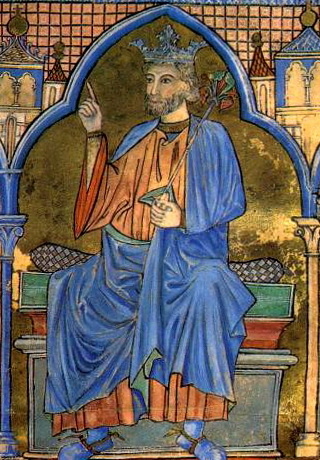
Ferdinand III. König von Kastilien

In den ersten Jahrhunderten des Mittelalters befindet sich Morón zum Großteil in iberischem Territorium und in westgotischer Hand. Unter germanischer Herrschaft wird schließlich eine frühchristliche Basilika erbaut, welche zur damaligen Zeit als älteste Andalusiens galt. An jener Stelle wurde später die Iglesia de San Miguel erbaut. Anfang des 8. Jahrhunderts nutzten die Mauren die internen Streitigkeiten der Westgoten aus und fielen auf der Halbinsel ein. In einer Frühphase der Besetzung verbreiteten sich die Berber in der andalusischen Bucht und besetzten die alten Zentren im Gebiet. Geprägt von einem respektvollen Umgang mit Grundbesitz und Kirche, Verwaltung, sowie die Erhaltung der Privilegien, verlief die maurische Eroberung sehr schnell und ohne Widerstand der Einheimischen. Die Bewohner des besetzten Gebietes mussten jedoch im Rahmen der Pacht Tributzahlungen leisten. In den fünf Jahrhunderten unter der maurischen Herrschaft wurde in Morón ein politisch und kulturell wichtiges Dokument verfasst, in dem der römische Name der Stadt Maurorum durch Mawrur ausgetauscht wurde. Die römischen Villen auf dem Land waren von den Arabern, die dort die Landwirtschaft durch Bewässerungskanäle und den Abbau von Frucht- und Olivenbäumen vorantrieben, besetzt und die Arbeitshäuser verwandelten sich somit in islamische Bauernhöfe mit dem Grundhold-System. Nachdem das Kalifat von Córdoba 1008 zerfallen war, erreichte die Familie Banu Dammar, eine Berberfamilie der Dynastie der Zanata, angeführt von Nuh ben Abi Tuziri, durch ihren Einfluss die Teilung Moróns. Nach der Absetzung des umayyadischen Statthalters, der dort regierte, riefen sie 1014 die Unabhängigkeit und die Einführung eines Taifenkönigreiches in Morón ein. Es gehörte somit also zu den kleineren Taifenkönigreichen, wie an der Algarve, Algeciras, Arcos, Carmona, Huelva, Mértola, Niebla, Ronda und Silves. Diese wurden alle erobert und in das Königreich Sevilla eingegliedert. Das Geschlecht der Banu Dammar regierten bis 1066, bis die Stadt von Al-Mutadid, dem König des Taifenkönigreichs von Sevilla, erneut erobert wurde.
Am 22. Juli 1240 eroberten schließlich die kastellanischen Truppen von Ferdinand III. von Kastilien die Stadt Morón. Es ist davon auszugehen, dass die Stadt durch einen Kapitulationsvertrag zwischen beiden Parteien unterworfen wurde, da es maurischen Familien, wie den Mudejaren, weiterhin erlaubt war, sich dort aufzuhalten, dort wohnen zu bleiben und ihre Tätigkeiten als Bauern oder Handwerker auszuüben. Von nun an bildete die Stadt aufgrund ihrer Lage einen militärisch-strategischen Stützpunkt an der Banda Morsica und bekam aufgrund ihrer Zugehörigkeit zur Frontera de Granada den Zusatz zum Titel «de la Frontera». Dort dehnte sich die Reconquista bis zum Ende des 15. Jahrhunderts aus. Alfons X. überließ die Stadt und die Burg Moróns 1253 der Stadt Sevilla unter der Bedingung, dass die spanische Hauptstadt die Verteidigung der Befestigungsanlagen übernahm. Als Jahre später die Ausgaben nicht gedeckt werden konnten, ging Morón de la Frontera wieder in den Besitz Sevillas über und war somit bis 1285 Teil der Corona de Castilla. Nun führte Sancho IV. dort die Grundherrschaft ein und sprach die Stadt dem Alcántaraorden zu. 1378 fiel sie erneut unter Heinrich II. von Kastilien an die Corona. Ab dem Jahre 1461 war Morón schließlich dem Haus Téllez-Girón zugehörig, die die Hoheitsgewalt in der sevillanischen Gebiet bis zur Abschaffung der Grundherrschaft ausübten.

### Frühe Neuzeit
Das 16. Jahrhundert war von großem Wohlstand der Bewohner Moróns geprägt, woraufhin zahlreiche öffentliche Bauten eine Wasserzuleitung erhielten. Darüber hinaus bauten sie Klöster, Krankenhäuser, Kirchen und Paläste. Der Ausbau von Plätzen und Straßen wurde vorangetrieben, die Infrastruktur saniert und die ersten Viertel vor den Mauern der Stadt, wie Puerta Sevilla, San Miguel und Santa Maria errichtet. Unter der Herrschaft von Philipp II. von Spanien erfolgte der Stillstand des wirtschaftlichen Aufschwungs in der Region. Als 1562 Pedro Téllez Girón zum Herzog von Osuna wurde, blieb die Stadt im Herzogtum integriert und Reformen boten Raum für Streit zwischen Mauren. Allerdings wurde in dieser Zeit auch die alte arabische Burg als Wohnung hergerichtet. In dieser Epoche bringen die Mauren zudem den Nachklang des zweiten Aufstands in den Alpujarras (1568–1571) mit. Aufgrund der Stärke des Christentums und dem steigenden Druck mussten die Muslime konvertieren. Dieser Aufstand verbreitete sich schnell in ganz Andalusien, bis sich 1609 das Problem mit der Vertreibung der Mauren löste. Prägend für das 17. Jahrhundert waren allen voran die Pest und jene politische Probleme im Zusammenhang mit der spanisch habsburgischen Minderheit. Zu dieser Zeit kam der wirtschaftliche Aufschwung zu seinem Ende, was auch richtungweisend für das folgende Jahrhundert sein sollte. In der langjährigen Regentschaft von Karl III. von Spanien zwischen 1759 und 1788, setzte ein besonderes Interesse für die Wiederbevölkerung im Gebiet ein und brachte wichtige Arbeiten in die Landspitze, die die Infrastruktur verbesserten.

### Neueste Geschichte

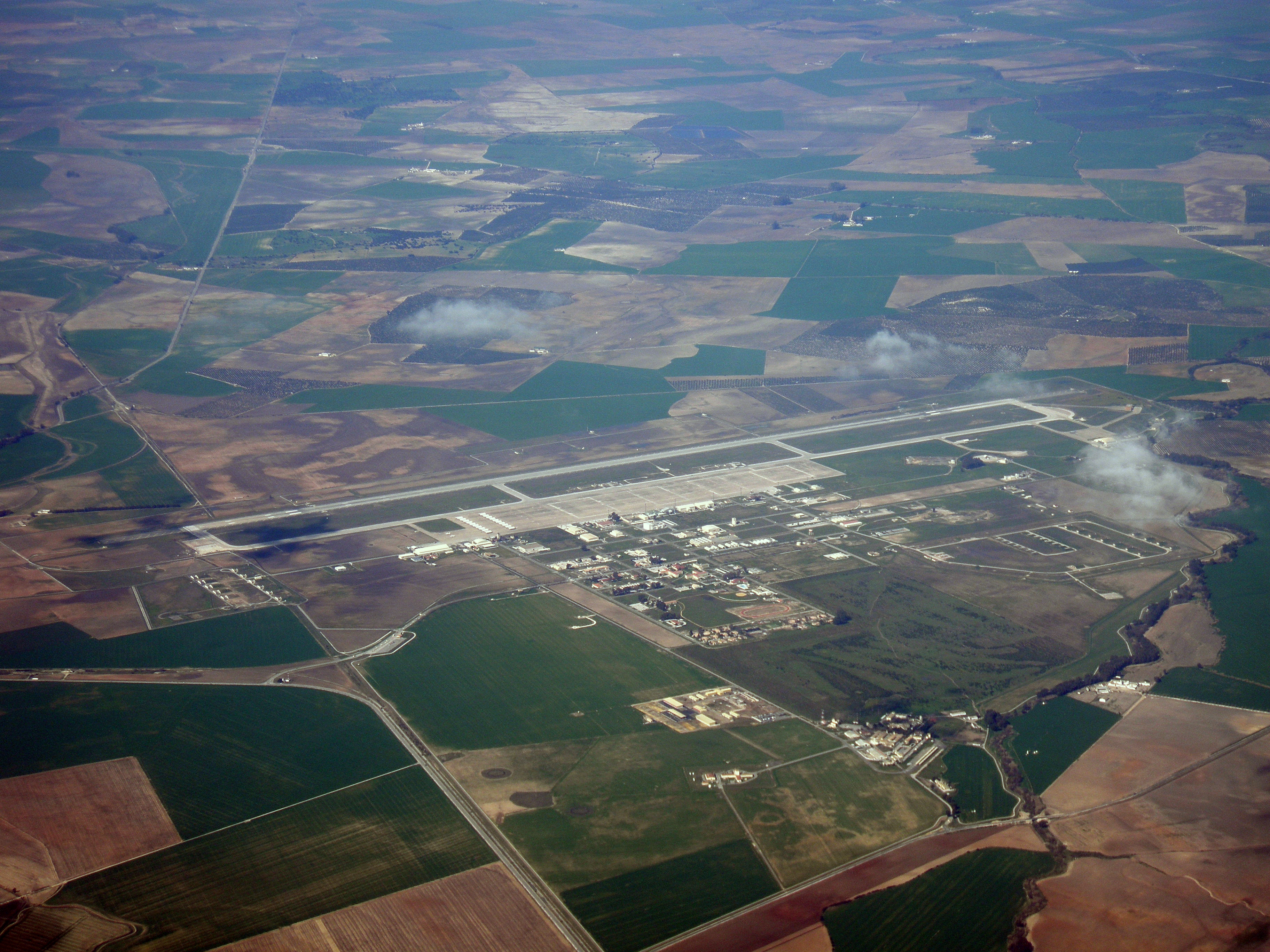
Flughafen von Morón

Die zeitgenössische Epoche begann mit der Französischen Invasion. Die Franzosen richteten in Ronda eine wichtige Garnison ein, woraufhin man das Kommando nach Morón de la Frontera, Zahara de la Sierra und Olvera versetzte. 1810 marschierten schließlich die Truppen Napoléons in Morón de la Frontera ein, was die Stadt für mehr als zwei Jahre in das Chaos stürzte und auch zum Verfall der Burg führte. Die französischen Truppen nutzten die arabische Burg als Quartier. Im Jahre 1812, kurz vor dem Ende des Kampfes, sprengten die eigenen Soldaten Teile der Festung in die Luft.
Im 19. Jahrhundert spiegelte das politische und soziale Leben der Bevölkerung die Vorkommnisse in der Region wider. Auch in Morón herrschten, wie auch im übrigen Gebiet eine starke Opposition im Streit zwischen den Konservativen und Progressisten, vor, sowie Klassenkämpfe, satirisch-politische Tageszeitungen, Proteste und Streiks. Auch die Industrialisierung findet im Gebiet Einzug. Mit dem Bau der Eisenbahnlinie 1864 zwischen Sevilla, Utrera und schließlich Osuna, der Einführung der ersten Lokalzeitung La Razón 1885 und der Bewilligung des Titels der Stadt von Königin Maria Christina von Österreich im Jahre 1894. Zu Beginn des 20. Jahrhunderts wächst die Stadt nach Norden hin und es wird für die Versorgung mit Trinkwasser und öffentliche Beleuchtung gesorgt. Der Bau der Eisenbahn stellte die Weichen für Industrialisierung in Morón. So brachte die Zementfabrik, die im Jahre 1920 erst die dritte in ganz Spanien war, 500 Arbeitsstellen mit sich. Der Spanische Bürgerkrieg 1936–1939 bringt auch für die Bürger in Morón Leid und Hunger und auch in der Nachkriegszeit herrschen starke soziale Spannungen vor, in großem Maße bedingt durch Wirtschaftscharakter der Stadt. Das vor allem durch Landwirtschaft geprägte Gebiet bot wenige Möglichkeiten für die Industrialisierung in dem beschränkten Raum. Im Jahre 1940 begann der Bau des Militärflugplatzes Morón, der anschließend besonders im Kalten Krieg von Bedeutung war. In der Folgezeit zeigte sich ein sowohl städtebauliches als auch demographisches Wachstum der Stadt sowie die Entwicklung des Handels Städten in Übersee. In der Zeit zwischen 1960 und 1970 erfolgte eine Abwanderung der Bevölkerung aufgrund der Arbeitslosigkeit, die als plötzliche Änderung ohne ein Handelsembargo oder ähnliches gewertet wird. Die Emigranten wanderten im Inland nach Madrid, Katalonien, Valencia oder Mallorca aus oder nach Frankreich, Deutschland, Belgien oder in die Schweiz.

## Persönlichkeiten
- Fernando Villalón (1881–1930), Dichter und Kampfstierzüchter